# Cássio Freitas
Cássio Freitas de Paiva (Belo Horizonte, Minas Gerais; 31 d'agost de 1965) va ser un ciclista brasiler, que fou professional des del 1989 fins al 2000. Del seu palmarès destaquen les victòries a la Volta a Portugal de 1992 i la Volta a l'Algarve de 1993 i 1995.

## Palmarès
- 1987
  - 1r al Tour de Santa Catarina
- 1990
  - Vencedor d'una etapa a la Volta a La Rioja
- 1990
  - Vencedor de 2 etapes al Gran Premi Jornal de Notícias
- 1992
  - 1r a la Volta a Portugal i vencedor d'una etapa
  - 1r al Gran Premi Jornal de Notícias i vencedor d'una etapa
- 1993
  - 1r de la Volta a l'Algarve i vencedor d'una etapa
  - Vencedor d'una etapa al Gran Premi Abimota
- 1995
  - 1r de la Volta a l'Algarve i vencedor d'una etapa
- 1996
  - Vencedor d'una etapa al Gran Premi Abimota
  - Vencedor d'una etapa al Gran Premi Jornal de Notícias
- 1998
  - Medalla als Jocs sud-americans en ruta
  - 1r a la Volta a Mendoza
- 2000
  - 1r al Tour de Santa Catarina
- 2001
  -  Campió del Brasil en ruta
  - 1r al Tour de Santa Catarina

### Resultats a la Volta a Espanya
- 1990. 95è de la classificació general
- 1991. 45è de la classificació general
- 1994. 79è de la classificació general